# Cancroregina
Cancroregina è un romanzo filosofico e psicologico di fantascienza scritto da Tommaso Landolfi e pubblicato per la prima volta nel 1950. La storia è un'ironia cupa su progressi scientifici e follia umana.

## Storia editoriale
Il romanzo fu pubblicato dall'editore Vallecchi a Firenze nel 1950.
Nel 1993 uscì una nuova edizione nella collana Piccola Biblioteca Adelphi (n. 312, 5ª edizione).
Il romanzo è stato tradotto in più lingue.

## Trama
Il protagonista, sul punto di suicidarsi, viene convinto da uno scienziato in fuga da un manicomio a imbarcarsi sull'astronave Cancroregina in un viaggio verso la Luna.
Durante il volo, la follia dello scienziato emerge in gesti sempre più angoscianti, obbligando il narratore ad abbatterlo.
L'astronave perde il controllo e rimane in orbita perpetua intorno alla Terra, condannando il viaggiatore superstite a un'esistenza sospesa.
Isolato nel cosmo, il protagonista attraversa un flusso di coscienza tra stupore, disperazione e riflessioni sulle contraddizioni dell'esistenza.

## Personaggi
Protagonistanarratore solitario invitato a partecipare al viaggio su Cancroregina.
Scienziatoex paziente di manicomio ideatore dell'astronave, la cui follia scandisce il racconto.

## Accoglienza e critica
Secondo l'Encyclopedia of Science Fiction, nel racconto di un'astronauta folle imprigionato in una nave senziente, Landolfi mette in scena un'ironia cupa sui progressi scientifici e la follia umana. 
La critica accademica osserva come Cancroregina fonda l'introspezione esistenziale nel linguaggio fantascientifico, testimonianza della trasformazione del genere nel secondo dopoguerra italiano. 
Il romanzo è stato definito uno spartiacque nella produzione di Landolfi per la sua fusione di esplorazione spaziale e turbamento psicologico; in esso il tema della follia come condizione esistenziale dissolve i confini tra realtà e delirio.

## Opere derivate
- Cancroregina, adattamento teatrale diretto da Marco Lucchesi.[12]

## Edizioni
- Tommaso Landolfi, Cancroregina, Firenze, Vallecchi, 1950.
- Tommaso Landolfi, Cancroregina, collana Piccola Biblioteca Adelphi, n. 312, 5ª ed., Adelphi, 1993.

### Traduzioni
- (EN) Tommaso Landolfi, Cancerqueen and Other Stories, traduzione di Raymond Rosenthal, New York, The Dial Press, 1961.
- (DE) Tommaso Landolfi, Cancroregina. Die Krebskönigin oder eine seltsame Reise zum Mond, traduzione di Ulrich Hartmann, Friburgo in Brisgovia, Beck und Glückler, 1986.
- (ES) Tommaso Landolfi, Cancroregina, traduzione di Flavia Costa; Rodrigo Molina-Zavalía, Buenos Aires, Adriana Hidalgo Editora, 2014.